# Pleurocrypta amphiandra
Pleurocrypta amphiandra là một loài chân đều trong họ Bopyridae. Loài này được Codreanu, Codreanu & Pike miêu tả khoa học năm 1966.